# Oleșa, Tlumaci
Oleșa (în ucraineană Олеша) este localitatea de reședință a comunei Oleșa din raionul Tlumaci, regiunea Ivano-Frankivsk, Ucraina.

## Demografie
Componența lingvistică a localității Oleșa
     Ucraineană (99,74%)
     Alte limbi (0,26%)
Conform recensământului din 2001, majoritatea populației localității Oleșa era vorbitoare de ucraineană (99,74%), existând în minoritate și vorbitori de alte limbi.